# Sem Manutahi

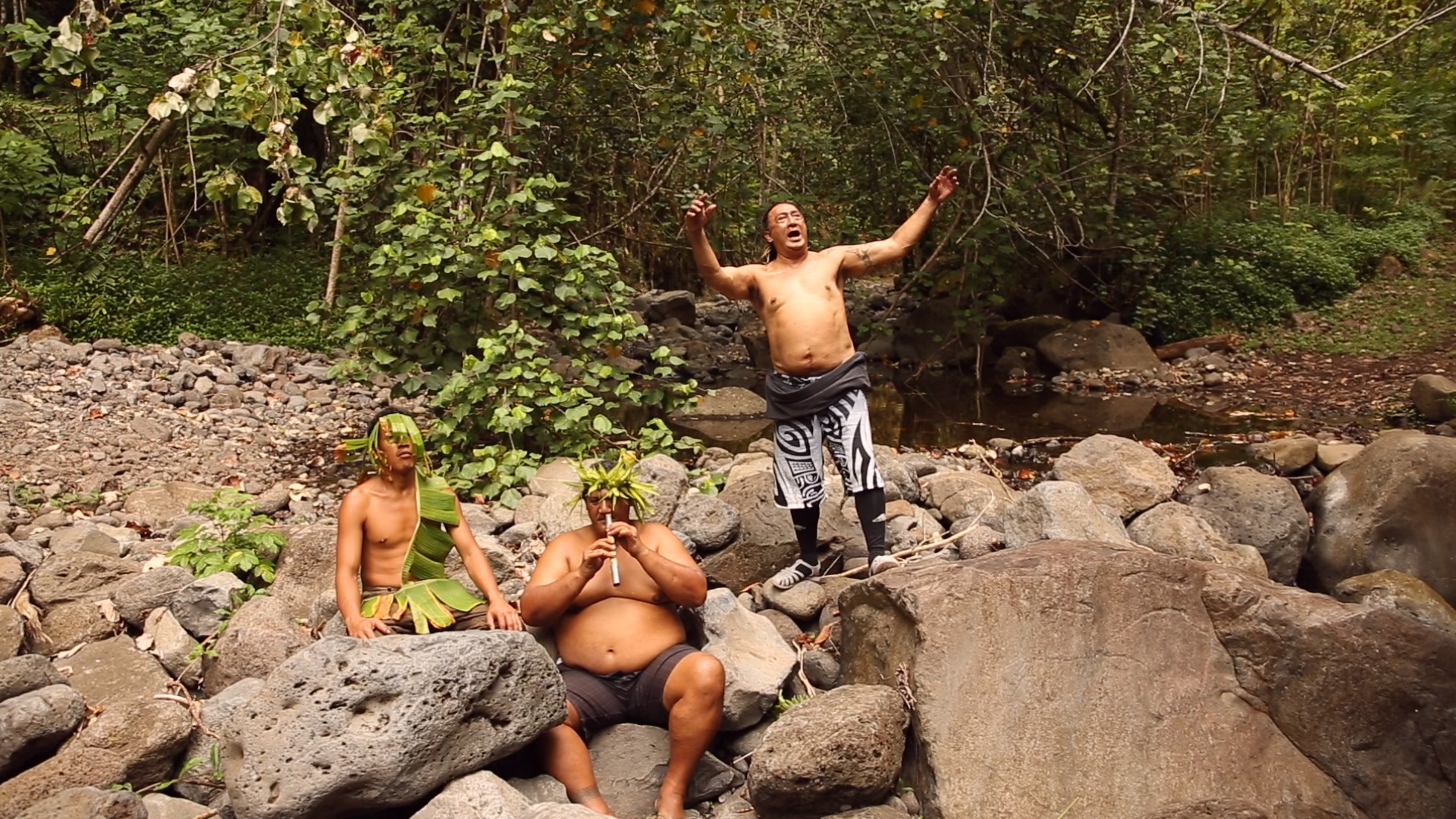
Sem Manutahi déclame un orero dans la haute vallée de Tipaerui

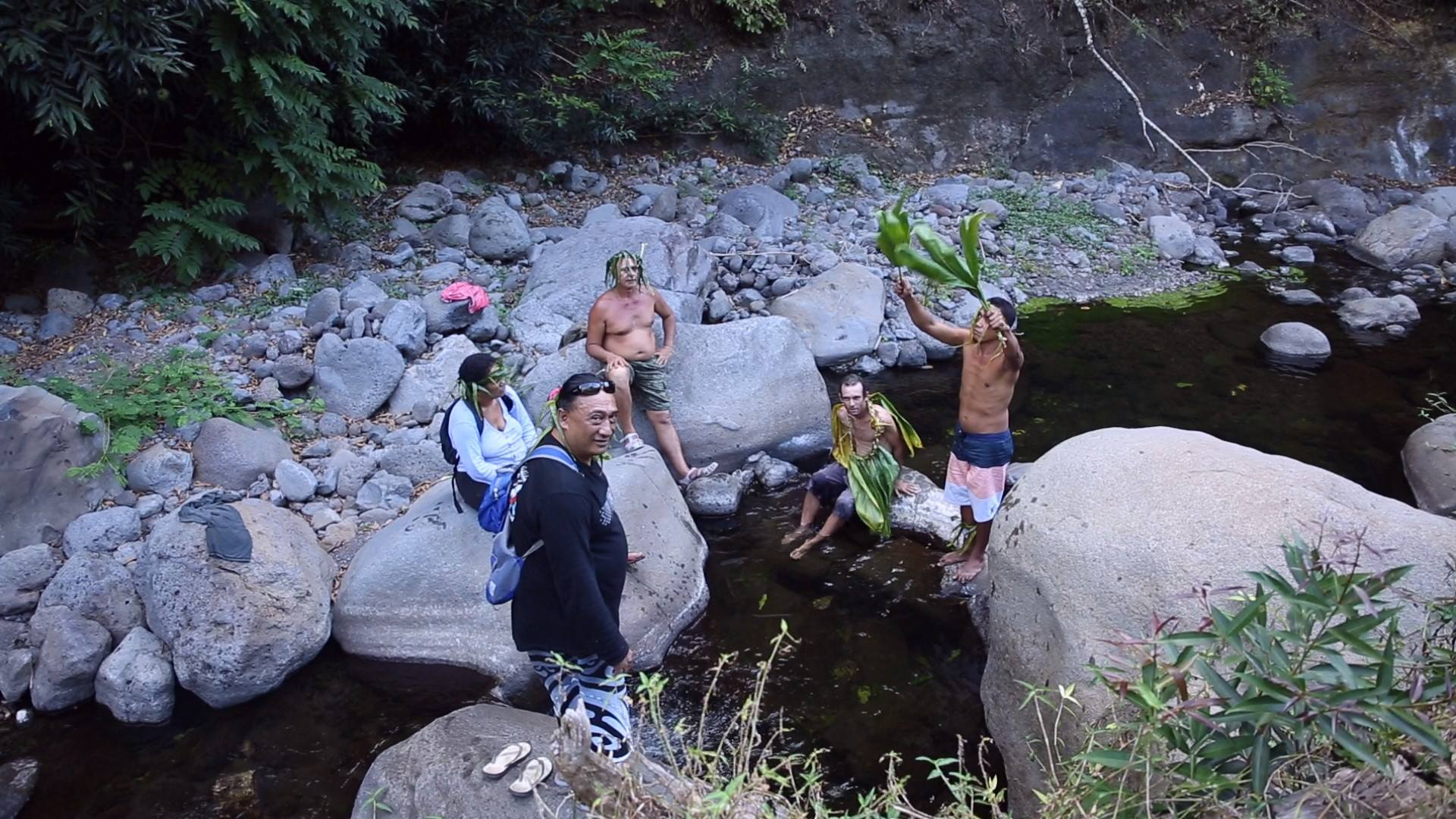
Cérémonie des piliers de Tipaerui Valley pour remercier Jonathan Bougard

Sem Manutahi, né en 1962 sur l'île de Huahine et décédé en 2017 à Faa'a, est un maître de l'art oratoire polynésien, le orero.

## Biographie
Compagnon de lutte[Laquelle ?] de Henri Hiro, de Raymond Graffe et de John Mairai, Sem Manutahi maîtrisait l’art oratoire et savait transporter le public avec prestance à chaque Heiva i Tahiti. À la suite de Pouira a Teauna, connu sous le surnom de Te Arapo et qui est à l'origine de la renaissance du orero, sorte de déclamation transmettant un message héréditaire, historique ou encore géographique, Sem Manutahi a participé à un grand nombre d'évènements culturels et de cérémonies privées.
Actif à partir du début des années 1980, il est l'un des principaux acteurs du renouveau culturel tahitien, aux côtés de Henri Hiro, de Raymond Graffe et de John Mairai. Grand Ra’atira (chef de troupe), et ‘Orero (orateur) du Heiva i Tahiti, Sem Manutahi a œuvré dans des groupes de danse tels que O Tahiti E, Les Grands Ballets de Tahiti, Heikura Nui, Ahutoru Nui avant de soutenir les jeunes.
Il a promu le ’ori tahiti à travers le monde. Il a ainsi tourné durant deux décennies avec la troupe des Grands Ballets de Tahiti, se produisant sur les plus grandes scènes du monde, de l'Olympia aux casinos de Las Végas.
Amoureux de la nature, il passait de longues journées au fond de la vallée de Tipaerui, dans la protection de laquelle il était investi avec l'association Tipaerui Valley, servant de médiateur culturel auprès des écoles venant découvrir le site. Il a ainsi raconté les légendes de la vallée, qu'il tenait des anciens, à des milliers d'enfants, avant de leur faire planter chacun un arbre fruitier. La vallée qui accueillait un dépotoir et un incinérateur au début des années 1980 s'est ainsi vue transformée en un petit coin de paradis, grâce à l'action de Sem Manutahi et de la population locale, qui ont eu à affronter les CRS pour en arriver là, avant de finalement obtenir la fermeture de l'incinérateur.
On le surnommait Semetua, ce qui signifie le maître, l'ancien.

## Postérité
Sollicité par son ami John Mairai, il monta une dernière fois sur la scène du Heiva i Tahiti avec la troupe Nunaa e Hau en 2017. Avec six prix, ce fut le spectacle le plus titré de l'histoire du Heiva i Tahiti. Quelques semaines après sa disparition, la chaîne TNTV diffusa un documentaire inédit dédié à sa mémoire, Semetua, l'esprit des mamaia.

## Vidéographie
- Heiva, la colère des dieux. 2018. 63 min. Réalisé par Jonathan Bougard. In Vivo Prod[5].
- Semetua l'esprit des mamaia. 2018. 44 min. Réalisé par Jonathan Bougard. In Vivo Prod/TNT[6]
- Calicia meilleure danseuse. 2018. 27 min. Réalisé par Jonathan Bougard. In Vivo Prod[7].